# 大里延康
大里 延康（おおさと のぶやす）は、日本の情報科学者・情報工学者。大阪工業大学情報科学部情報システム学科元教授。博士（工学）（大阪大学）。電子情報通信学会会誌編集1993-1995委員。 
専門は、知能情報学・計算機科学・人工知能(AI)、ソフトウェア工学（マルチエージェント含む）・プログラミング、ロボット制御/システム工学。

## 略歴
1974年九州工業大学工学部電子工学科卒業。1976年東北大学大学院工学研究科電気通信工学専攻修士課程修了。 同年、日本電信電話公社（現：NTT）に入社。 NTT武蔵野電気通信研究所で主に計算機科学に関する研究に従事。その後、NTTソフトウェア研究所およびNTTコミュニケーション科学基礎研究所で主にソフトウェア工学・ロボット制御システムに関する研究開発に従事。1994年大阪大学大学院にて工学博士の学位を取得。1998年日本大学工学部情報工学科教授を経て、2002年大阪工業大学情報科学部情報システム学科教授。2016年大阪工業大学退官。
大阪工業大学情報科学部において15年近くの長きに渡り教鞭を執り、特に計算機科学・人工知能(AI)・ロボット制御システムの研究育成に貢献した。
主な所属学会は、情報処理学会、電子情報通信学会、IEEE。 主な受賞は、情報処理学会論文賞(1990)。 主な著書は、オートマトン・言語理論の基礎（共著、近代科学社2003、学術書）。

## 主な研究
- LISPマシンELISの基本設計
- 複合パラダイム言語TAOにおけるオブジェクト指向プログラミングとその実現
- 協調プロトコル記述言語AgenTalkの実現 - 京都大学との共同研究[3]
- Java RMIを用いたロボット制御システム
- マルチエージェント制御ロボットにおけるWebブラウザを利用した内部状態の可視化
- 分散協調システム（分散AI・並行オブジェクト ・人工生命）の研究